# Nixonita
La nixonita és un mineral de la classe dels òxids. Reo el nom en honor de Peter H. Nixon (n. 1935), qui va ser professor a la Universitat de Leeds, al Regne Unit.

## Característiques
La nixonita és un òxid de fórmula química Na₂Ti₆O13. Va ser aprovada com a espècie vàlida per l'Associació Mineralògica Internacional l'any 2018, sent publicada per primera vegada el 2019. Cristal·litza en el sistema monoclínic. La seva duresa a l'escala de Mohs es troba entre 5 i 6. És una espècie isostructural amb la jeppeïta, i químicament es troba relacionada amb la freudenbergita i la loparita-(Ce).
L'exemplar que va servir per a determinar l'espècie, el que es coneix com a material tipus, es troba conservat a les col·leccions mineralògiques del departament d'història natural del Museu Reial d'Ontario, a Ontario (Canadà), amb el número de catàleg: m59224.

## Formació i jaciments
Va ser descoberta al camp de kimberlites de Darby, a la regió de Kitikmeot (Nunavut, Canadà), on es troba en forma d'agregats microcristal·lins d'entre 15 i 40 micres de longitud. Aquest indret és l'únic a tot el planeta on ha estat descrita aquesta espècie mineral.